# Saint Maurice Étusson
Saint Maurice Étusson község Franciaország Új-Aquitania régiójában, Deux-Sèvres megyében. Új községként 2016. január 1-jén jött létre két korábbi község: Saint-Maurice-la-Fougereuse és Étusson egyesítésével. Lakosainak száma 888 fő (2022. január 1.).

## Népesség
| Lakosok száma | 876  | 877  | 883  | 881  | 880  | 888  |
|               | 2017 | 2018 | 2019 | 2020 | 2021 | 2022 |